# Одрехівський Василь Павлович
Ва́силь Па́влович Одрехі́вський (18 лютого 1921, Вілька — 17 грудня 1996, Львів) — український скульптор, заслужений діяч мистецтв УРСР з 1964 року, член Спілки радянських художників України.

## Життєпис
Різьбити почав з дитинства (декоративні тарілки, орли). У 1945 році переселився до Львова. Закінчив Львівське художнє училище (1952) та Львівський інститут прикладного і декоративного мистецтва (1957). Серед викладачів були Іван Севера та Микола Рябінін. Від 1949 року брав участь у республіканських виставках, від 1957 — у всесоюзних і міжнародних. Мешкав у Львові в будинку на вулиці Немировича-Данченка (нині — вулиця Тютюнників), 20.
Помер у Львові 17 грудня 1996 року, похований на Личаківському цвинтарі, поле № 67.

## Творчість
Майстер тематично-скульптурної різьби по дереву: «На ярмарок» (1946), «Лемки в дорозі» (1947), «Юрій Шкрібляк» (1957) та ін. Створив галерею скульптурних портретів «Лук'ян Кобилиця» (1960), «Композитор Станіслав Людкевич» (1967), «Василь Стефаник» (1971). Кілька тематичних праць присвятив І. Франкові та Т. Шевченкові. Співавтор пам'ятника І. Франкові у Львові (1964) та Дрогобичі (1964). Створив кілька варіантів погруддя і скульптурного зображення Т. Шевченка. Автор (разом з сином Володимиром) пам'ятника Т. Шевченкові у м. Перемишляни на Львівщині (1991).
З лемківської тематики створив скульптурні портрети поета Б.-І. Антонича, лікаря-професора А. Гнатишака, різьбяра І. Кищака, співачок сестер Байко, диригента І. Кушніра та інші. Переважна більшість творів зберігається в Музеї українського мистецтва в Києві, Музеї етнографії та художнього промислу НАН (Львів) та інших музеях.

### Перелік основних робіт
- 1946 р. — «На ярмарок» (дерево);
- 1947 р. — «Лемки в дорозі» (дерево);
- 1949 р. — «Лемко несе дрова» (дерево)[1];
- 1956 р. — «Косар»[1];
- 1957 р. — «Народний майстер Юрій Шкрібляк» (дерево, 61,5×46×34 см)[3];
- 1959 р. — портрет Станіслава Людкевича.[1];
- 1959—1960 рр. — «Герой Буковини Лук'ян Кобилиця (дерево, 170×79×70 см, Національний музей у Львові).[4]»;
- 1960 р. — портрет Павлини Цвілик[1]; «Герой Соціалістичної Праці композитор Станіслав Людкевич» (дерево, 68×77,5×45 см, Національний музей у Львові)[3];
- 1961 р. — «Варнак»[1];
- 1962 р. — «Верховинка»[1];
- 1963 р. — «Народний герой Микола Шугай»[1];
- 1964 р. — Пам'ятник Іванові Франку у Львові (співавтори Валентин Борисенко, Дмитро Крвавич, Еммануїл Мисько, Яків Чайка, архітектор Андрій Шуляр)[5]; пам'ятники Тарасові Шевченку в селах Градівка (1964)[6], Грусятичі (1968)[7], у селищі Дубляни[8]; погруддя В. Барвінського (дерево, 120×70×50 см)[9].
- 1966 р. — пам'ятник Іванові Франку в Дрогобичі (співавтори Яків Чайка, Еммануїл Мисько, архітектори Ярослав Новаківський та Анатолій Консулов)[10].
- 1967 р. — «Композитор Станіслав Людкевич»;
- 1968 р. — пам'ятник загиблим землякам у селі Жупани[11];
- 1971 р. — пам'ятники Тарасові Шевченку та загиблим землякам у місті Городок[6], «Василь Стефаник»;
- 1972 р. — пам'ятник загиблим землякам у селі Межиріччя[12];
- 1973 р. — пам'ятники загиблим землякам у селах Кліцько архітектор Володимир Блюсюк)[12][13]; у селі Смиків архітектор Аполлон Огранович)[12];
- 1974 р. — барельєф В. С. Стефаника[14]; пам'ятник радянським солдатам у Бориславі (архітектор Володимир Блюсюк)[15];
- 1975 р. — пам'ятник загиблим землякам у селі Хмелівка[16]; І. Я. Франко (дерево, 100×65×70 см).[17]; «Заслужені Артистки УРСР сестри Байко» (мідь, гальванопластика, 100×66×32, співавтори Мирон Амбіцький, Юрій Амбіцький)[18]; «С. Людкевич» (тонований гіпс, 125×110×65 см).[19];
- 1978 р. — портрет композитора Василя Барвінського (дерево, 90×85×50 см)[3];
- 1980 р. — портрет Станіслава Людкевича (дерево, 75×52×48 см)[20];
- 1982 р. — портрет Народного артиста СРСР Павла Кармалюка (тонований гіпс, 70×60×57 см).[21]; пам'ятник А. Голубіву в селі Межиріччя (співавтор архітектор Володимир Блюсюк)[12];
- 1985 р. — «І. Франко» (тонований гіпс, 125×110×65 см).[19]; портрет Заслуженого артиста УРСР Остапа Дарчука (тонований гіпс, 65×35×33 см).[22];
- 1991 р. — пам'ятник Тарасові Шевченку у Перемишлянах (співавтори Володимир Одрехівський, архітектор К. Малярчук[23];
- 1995 р. — монумент «Будителі» у Стрию (бронза, камінь; співавтор Володимир Одрехівський, архітектор Володимир Сколоздра[24];
- 1997 р. — пам'ятник Тарасові Шевченку у Новому Роздолі (бронза, граніт, співавтори Володимир Одрехівський, архітектор Василь Каменщик)[25];
- Скульптурні портрети Б.-І. Антонича, лікаря А. Гнатишака, різьбяра І. Кищака, співачок сестер Байко, диригента І. Кушніра.
- Меморіальна таблиця Олексі Бобикевичу у Стрию.

Галерея робіт Василя Одрехівського
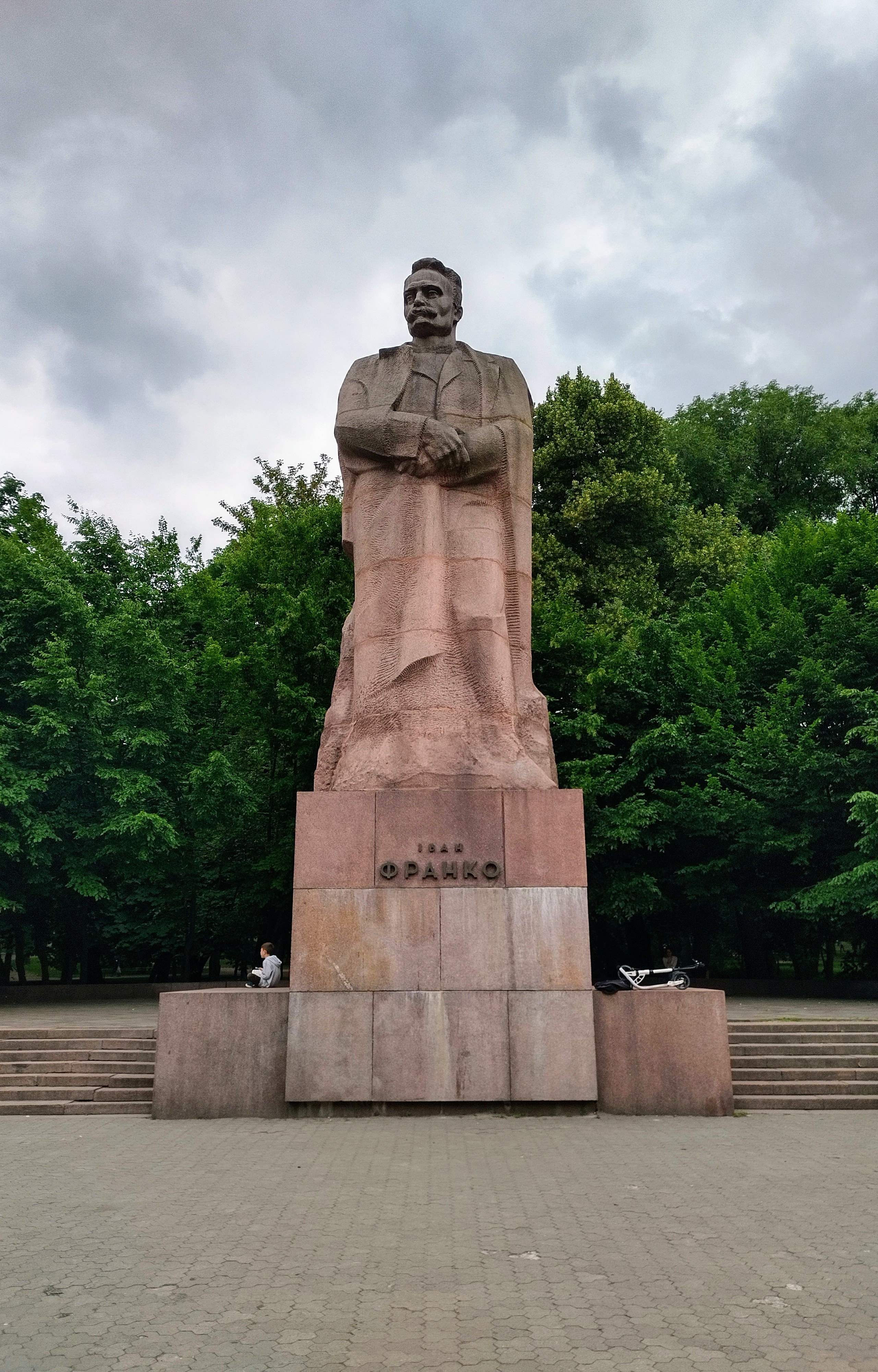
Пам'ятник Іванові Франку у Львові
Пам'ятник Іванові Франку в Дрогобичі

## Родина
- Батько — Одрехівський Павло Васильович (1899—1973), український майстер художнього різьблення по дереву.
- Брат — Одрехівський Іван Павлович (1923—1994), український майстер художнього різьблення по дереву; член Спілки радянських художників України.
- Дружина — Байко Марія Яківна (1931—2020), українська співачка (сопрано), народна артистка України, професор кафедри академічного співу Львівської музичної академії імені Миколи Лисенка.
- Син — Одрехівський Володимир Васильович (нар. 1955), скульптор, педагог та мистецтвознавець, який досліджує проблеми сучасного мистецтва. Завідувач кафедрою монументально-декоративної скульптури Львівської національної академії мистецтв. Народний художник України. Ректор Львівської національної академії мистецтв. Кандидат мистецтвознавства. Іноземний член Польської Академії мистецтв і наук.
- Син — Одрехівський Роман Васильович (нар. 1959), український майстер різьблення на дереві та художнього скла, мистецтвознавець і педагог; доктор мистецтвознавства, професор.